# Dmitrij Ananko
Dmitrij Vasil'evič Ananko (in russo Дмитрий Васильевич Aнaнкo?; traslitterazione anglosassone: Dimitri Vasilyevitch Ananko; Novočerkassk, 29 settembre 1973) è un ex calciatore russo, di ruolo difensore.

## Carriera

### Club
Dopo aver militato nelle sue giovanili, Ananko debutta con la maglia dello Spartak Mosca, in cui rimane fino al 2002; in mezzo anche un prestito al Rostov nel 1995. Nella sua carriera gioca anche con Ajaccio, Torpedo-Metallurg e Lukoil Čeljabinsk.

### Nazionale
Ha ottenuto nel 2001 una presenza nella Nazionale russa.

## Statistiche

### Cronologia presenze e reti in nazionale
| Cronologia completa delle presenze e delle reti in nazionale ― Russia | Cronologia completa delle presenze e delle reti in nazionale ― Russia | Cronologia completa delle presenze e delle reti in nazionale ― Russia | Cronologia completa delle presenze e delle reti in nazionale ― Russia | Cronologia completa delle presenze e delle reti in nazionale ― Russia | Cronologia completa delle presenze e delle reti in nazionale ― Russia | Cronologia completa delle presenze e delle reti in nazionale ― Russia | Cronologia completa delle presenze e delle reti in nazionale ― Russia |
| Data                                                                  | Città                                                                 | In casa                                                               | Risultato                                                             | Ospiti                                                                | Competizione                                                          | Reti                                                                  | Note                                                                  |
| --------------------------------------------------------------------- | --------------------------------------------------------------------- | --------------------------------------------------------------------- | --------------------------------------------------------------------- | --------------------------------------------------------------------- | --------------------------------------------------------------------- | --------------------------------------------------------------------- | --------------------------------------------------------------------- |
| 28-2-2001                                                             | Iraklio                                                               | Grecia                                                                | 3 – 3                                                                 | Russia                                                                | Amichevole                                                            | -                                                                     | 46’                                                                   |
| Totale                                                                |                                                                       | Presenze                                                              | 1                                                                     |                                                                       | Reti                                                                  | 0                                                                     |                                                                       |

## Palmarès

### Club
- Campionato russo: 9

Spartak Mosca: 1992, 1993, 1994, 1996, 1997, 1998, 1999, 2000, 2001
- Coppa di Russia: 3

Spartak Mosca: 1992, 1994, 1998

### Nazionale
- Legends Cup: 1

Russia: 2009